# Nangwa
Nangwa è una circoscrizione mista (mixed ward) della Tanzania situata nel distretto di Hanang, regione del Manyara. Conta una popolazione di 13 165 abitanti (censimento 2012).